# Huvisaari (ö i Kymmenedalen)
Huvisaari (finska: Sittasaari) är en ö i Finland.   Den ligger i kommunen Vederlax i den ekonomiska regionen  Kotka-Fredrikshamn  och landskapet Kymmenedalen, i den södra delen av landet, 160 km öster om huvudstaden Helsingfors.
Terrängen på Huvisaari är mycket platt. Öns högsta punkt är 11 meter över havet. I omgivningarna runt Huvisaari växer i huvudsak blandskog.